# Peter von Wiedenmann
Peter Wiedenmann, seit 1870 Ritter von Wiedenmann, ab 1901 Freiherr von Wiedenmann (* 11. Mai 1847 in München; † 8. Juli 1917 ebenda) war ein bayerischer General der Artillerie, Generaladjutant sowie 1900/12 als Vorstand der Geheimkanzlei des Prinzregenten Luitpold einer der einflussreichsten Personen des Königreiches.

## Leben

### Herkunft
Wiedenmann war der Sohn eines Schneidermeisters. Er heiratete 1873 Fanny, geborene Gehm. Aus der Ehe gingen vier Kinder hervor.

### Militärkarriere

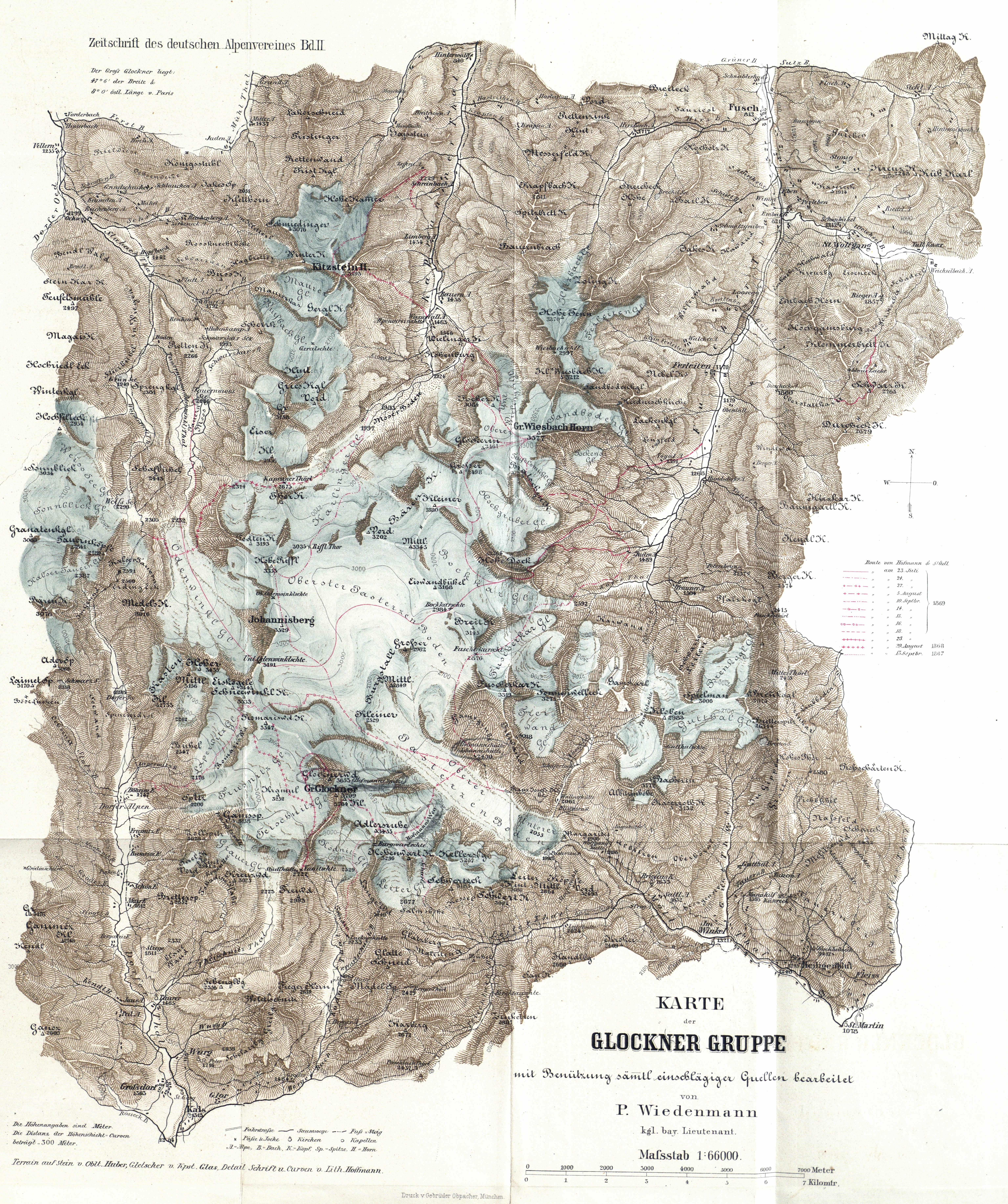
Karte der Glocknergruppe von Peter Wiedenmann, kgl. bay. Lieutenant, 1871

Nachdem er die Gewerbeschule und das Polytechnikum absolviert hatte, trat Wiedenmann 1863 als Freiwilliger in das 1. Feldartillerie-Regiment „Prinzregent Luitpold“ der Bayerischen Armee ein. Zur Ausbildung folgte 1865 seine Kommandierung in das Topographische Büro. Im Jahr darauf wurde Wiedenmann zum Unterleutnant befördert und in das 11. Infanterie-Regiment „von der Tann“ versetzt. Mit diesem Regiment nahm er 1866 am Krieg gegen Preußen teil und kämpfte bei Zella, Kissingen und Helmstadt. Nach der Niederlage im Mainfeldzug kehrte Wiedenmann mit seiner Truppe in die Garnison zurück und er wurde nochmals zum Topographischen Büro kommandiert. Zu Beginn des Jahres 1870 zum 1. Feldartillerie-Regiment „Prinzregent Luitpold“ rückversetzt, kam Wiedenmann im Krieg gegen Frankreich bei der Schlacht von Orléans sowie der Einschließung und Belagerung von Paris zum Einsatz. Er bewährte sich dabei so sehr, dass er durch König Ludwig II. mit dem Ritterkreuz des Militär-Max-Joseph-Ordens beliehen wurde.  Mit der Verleihung war die Erhebung in den persönlichen Adelsstand verbunden und er durfte sich nach der Eintragung in die Adelsmatrikel „Ritter von Wiedenmann“ nennen. Außerdem hatte er das Eiserne Kreuz II. Klasse erhalten.
Nach dem Friedensschluss absolvierte Wiedenmann, inzwischen Premierleutnant, von 1871/74 die Kriegsakademie, die ihm die Qualifikation für das Lehrfach (Militär-Geographie) aussprach. Er kehrte anschließend in den Truppendienst zurück und wurde 1876 als Lehrer für Militär-Geographie an die Kriegsakademie berufen. 1882 folgte seine Beförderung zum Hauptmann und als solcher wurde er im Juli 1885 zum Batteriechef im 3. Feldartillerie-Regiment „Königin Mutter“ ernannt. Am 28. Juni 1886 à la suite des Regiments gestellt, wurde Wiedenmann am gleichen Tag zum Flügeladjutanten von Prinzregent Luitpold ernannt. In dieser Stellung stieg er in den kommenden Jahren weiter auf, bis er schließlich am 21. März 1900 zum Generalmajor befördert und am 6. Dezember 1900 zum Generaladjutanten ernannt wurde. Mit dieser Ernennung übernahm Wiedenmann auch gleichzeitig den Vorstand der Geheimkanzlei des Prinzregenten. Dieses war 1886 anstelle des aufgelösten Kabinettssekretariats geschaffen worden und der Vorstand zählte zu den wichtigsten politischen Beratern des Prinzregenten. Als aktiver Offizier wurde Wiedenmann weiter befördert; am 8. September 1902 zum Generalleutnant und am 11. Juli 1905 zum General der Artillerie. Außerdem war er 1901 in den erblichen bayerischen Freiherrnstand erhoben, sowie zum Ritter des Hubertusordens geschlagen worden. Wiedenmann war auch Inhaber des Verdienstordens der Preußischen Krone und seit 21. November 1893 auch Träger des Komturkreuzes II. Klasse mit Schwertern und Krone des großherzoglich hessischen Verdienstordens Philipps des Großmütigen.
Nach dem Tod Luitpolds wurde Wiedenmann Ende Dezember 1912 zur Disposition gestellt. Nach ihm ist der Wiedenmanngletscher in der Antarktis benannt.